# Specie di Euryops
Elenco delle specie di Euryops:

## A
- Euryops abrotanifolius (L.) DC.
- Euryops acraeus  M.D.Hend.
- Euryops algoensis  DC.
- Euryops annae  E.Phillips
- Euryops annuus  Compton
- Euryops anthemoides  B.Nord.
- Euryops antinorii  S.Moore
- Euryops arabicus  Steud. ex Jaub. & Spach
- Euryops asparagoides  DC.

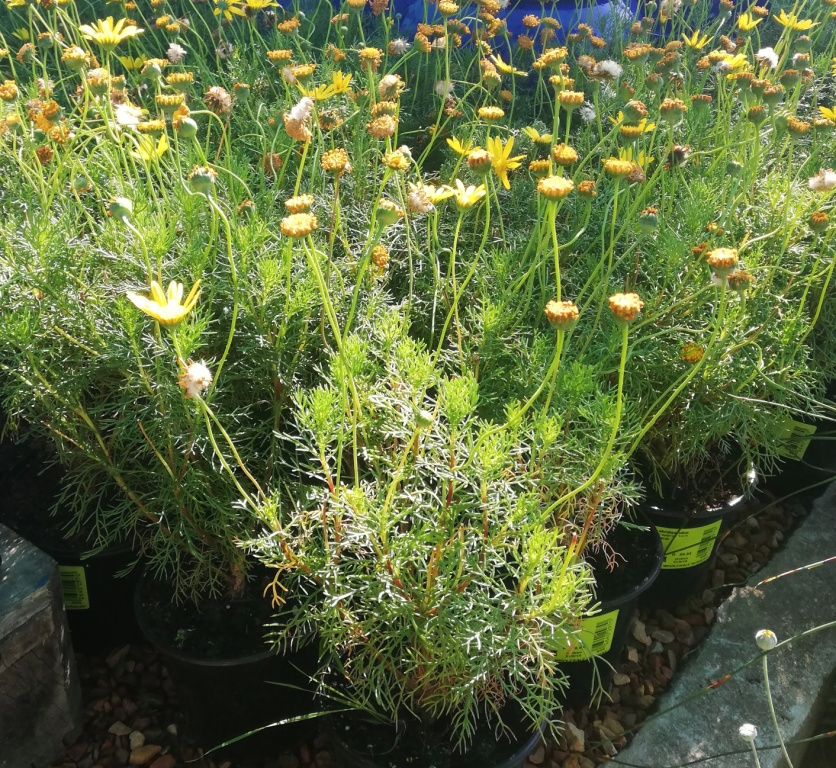
Euryops abrotanifolius
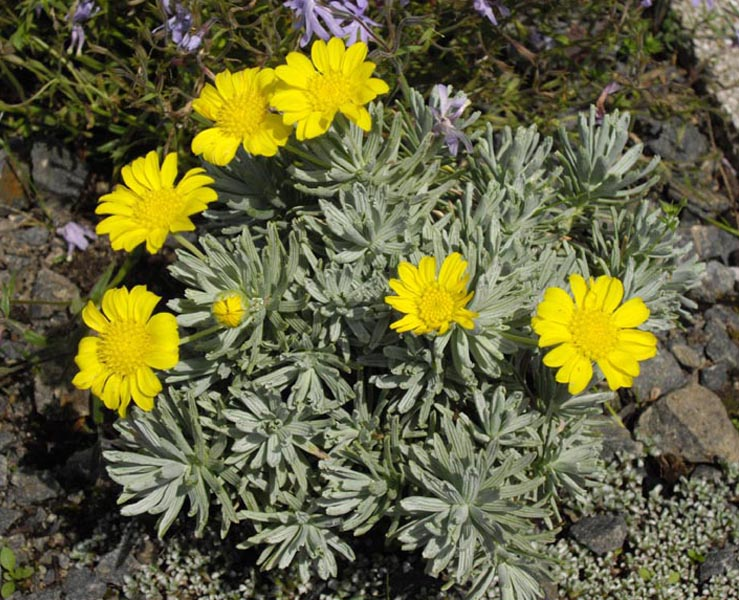
Euryops acraeus
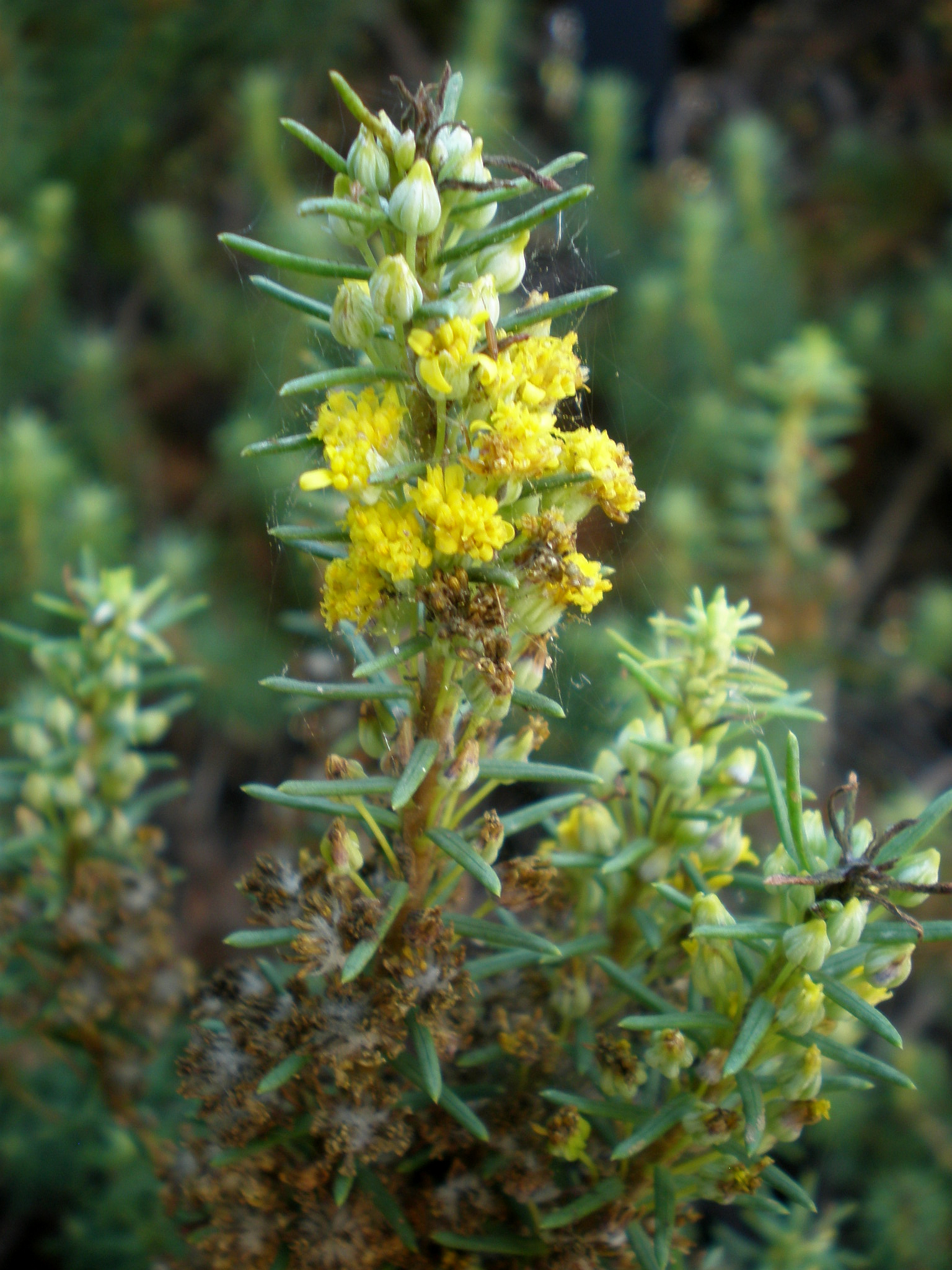
Euryops annae
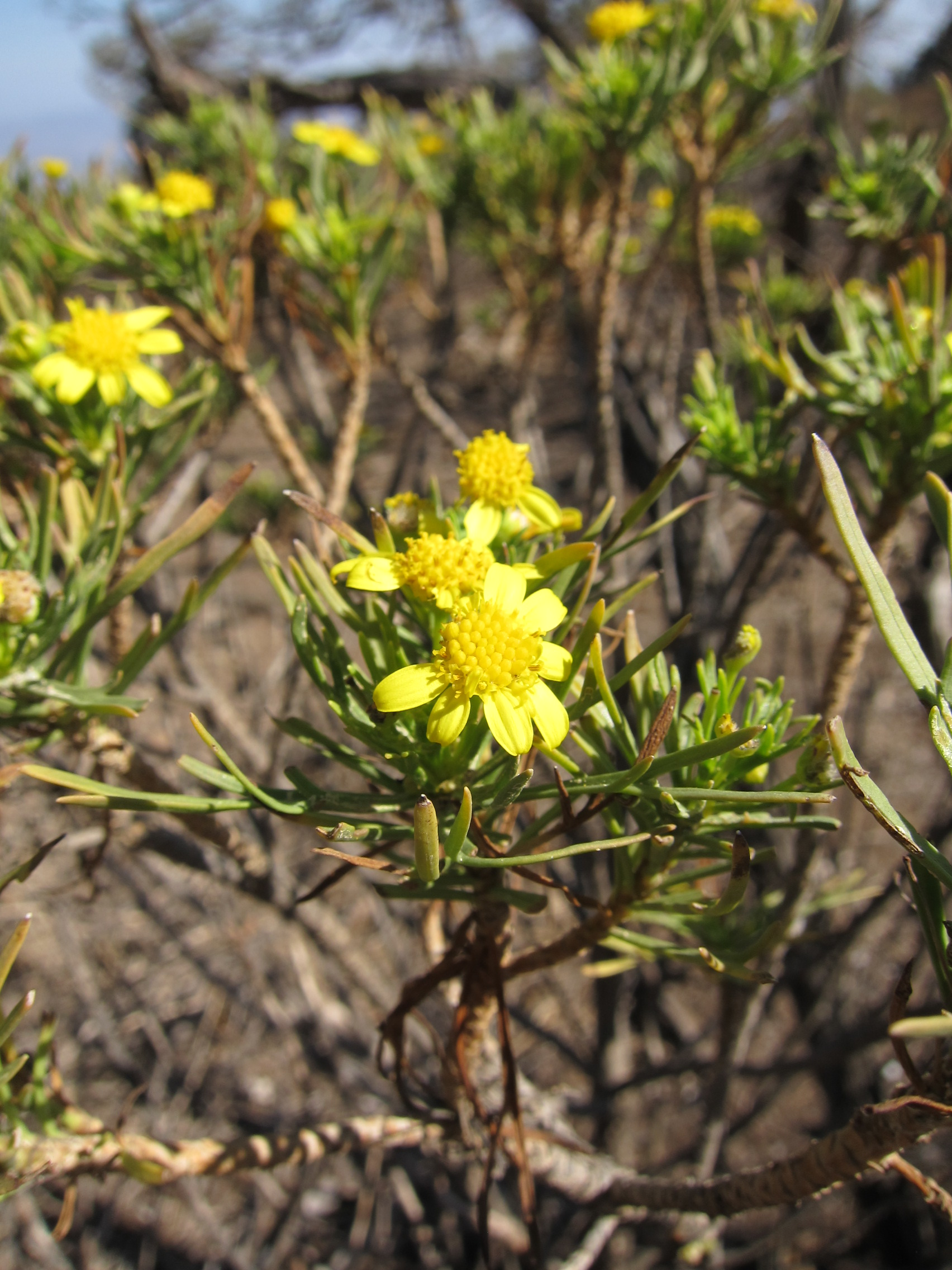
Euryops arabicus

## B
- Euryops bertilii  Vlok
- Euryops bolusii  B.Nord.
- Euryops brachypodus  (DC.) B.Nord.
- Euryops brevilobus  Compton
- Euryops brevipapposus  M.D.Hend.
- Euryops brevipes  B.Nord.
- Euryops brownei  S.Moore

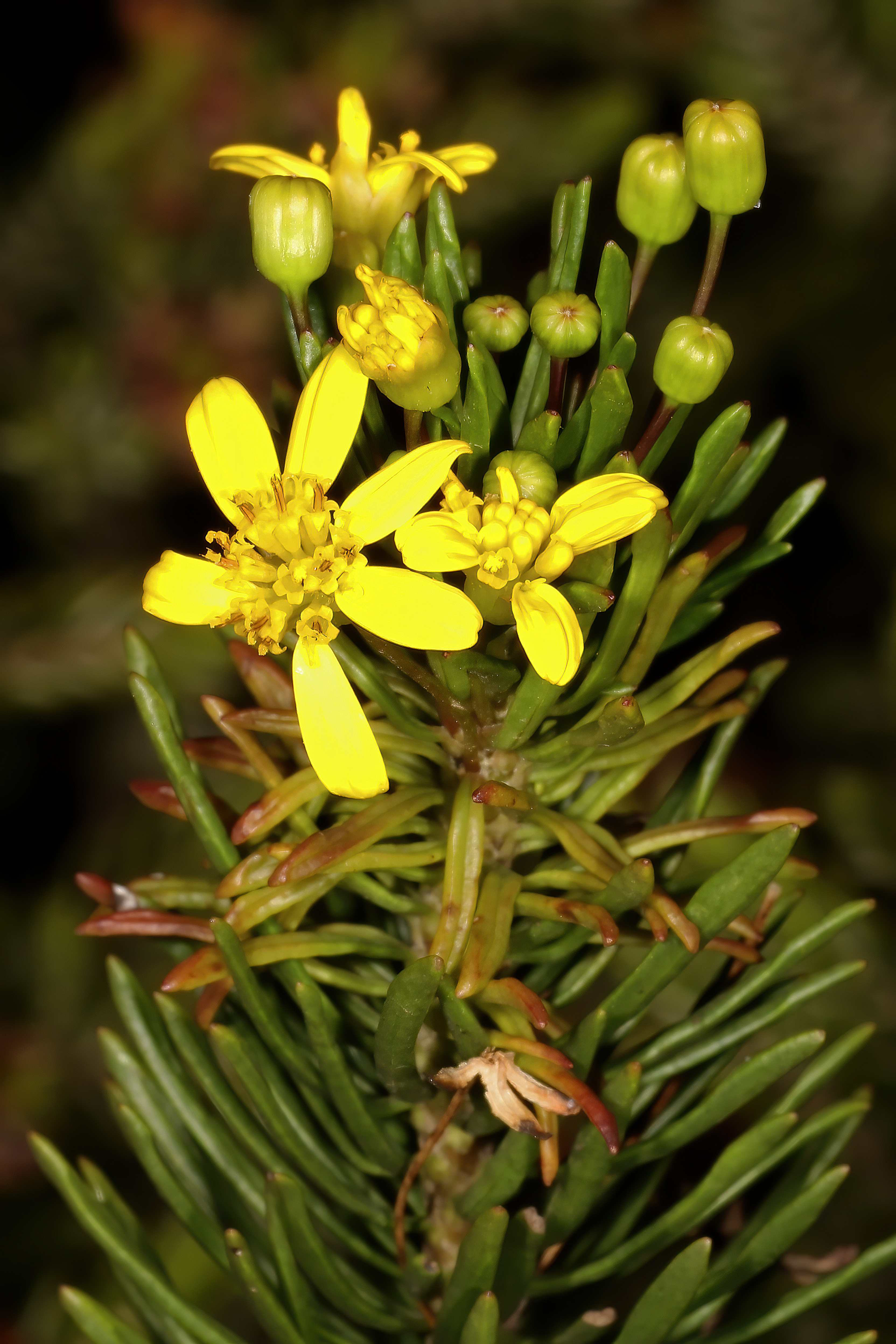
Euryops brevipapposus
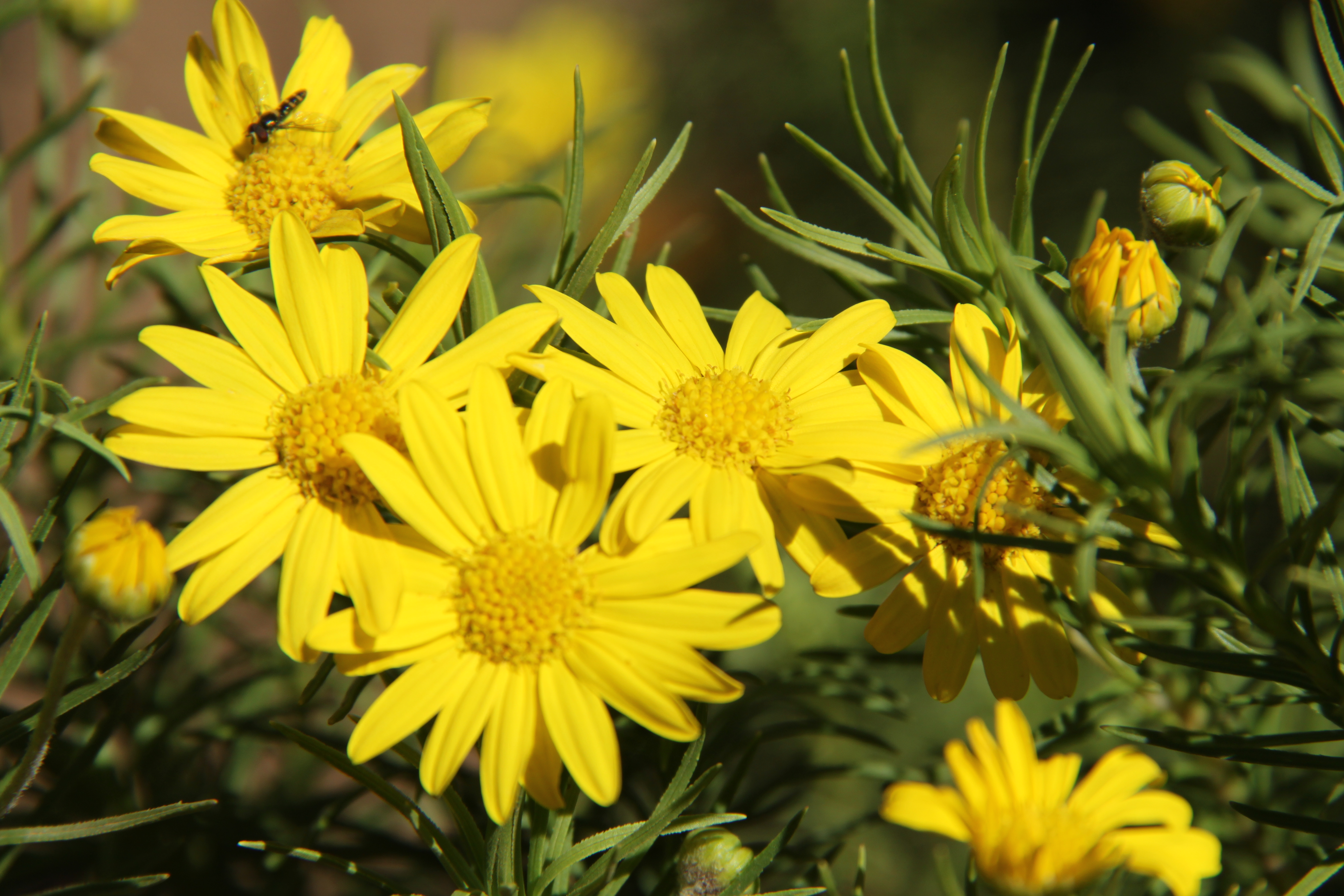
Euryops brownei

## C
- Euryops calvescens  DC.
- Euryops candollei  Harv.
- Euryops chrysanthemoides  (DC.) B.Nord.
- Euryops ciliatus  B.Nord.
- Euryops cuneatus  B.Nord.

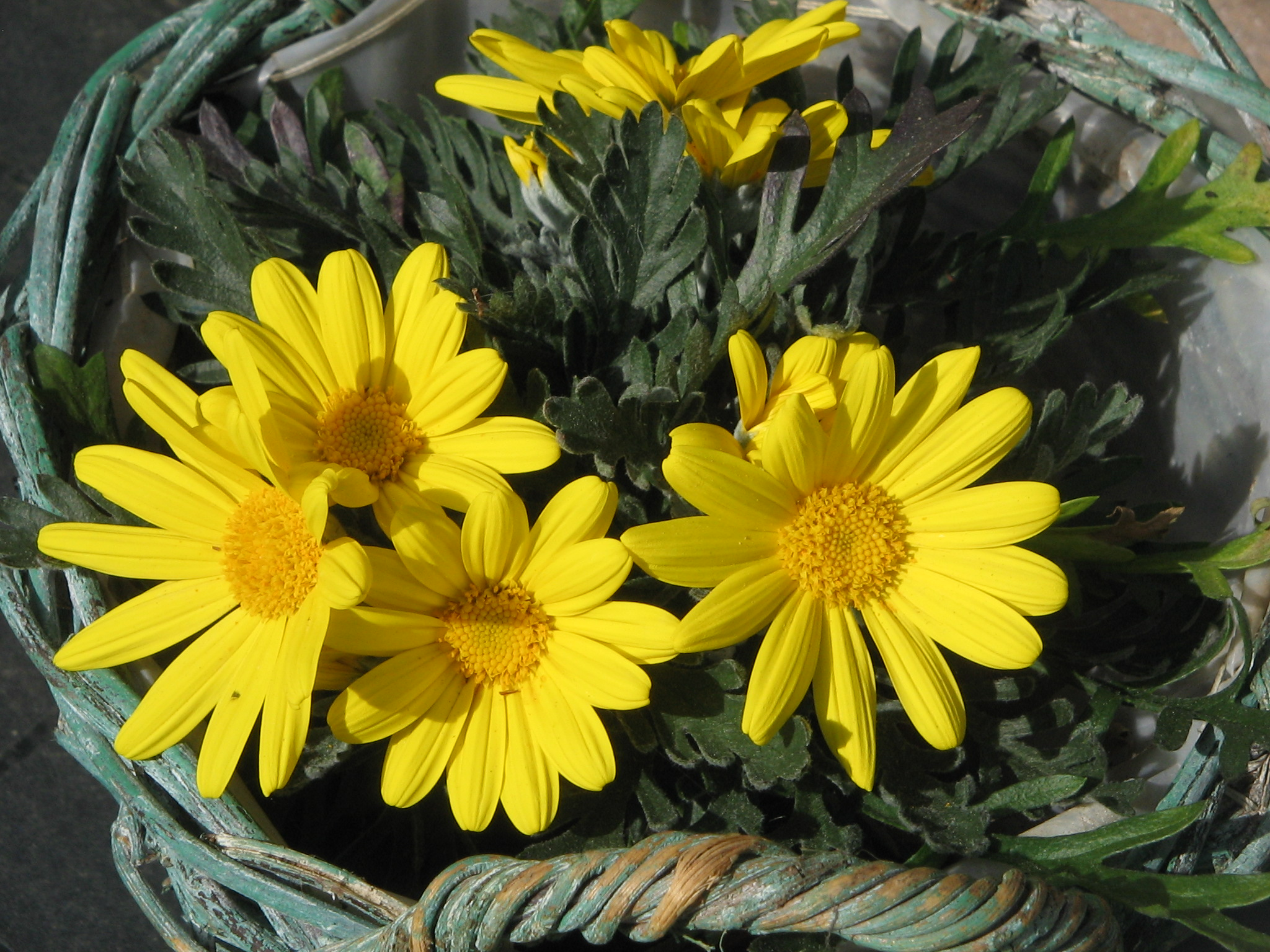
Euryops chrysanthemoides

## D
- Euryops dacrydioides  Oliv.
- Euryops dasyphyllus  Vlok
- Euryops decipiens  Schltr.
- Euryops decumbens  B.Nord.
- Euryops dentatus  B.Nord.
- Euryops diosmiphyllus  Vlok
- Euryops discoideus  Burtt Davy
- Euryops dregeanus  Sch.Bip.
- Euryops dyeri  Hutch.

## E
- Euryops elgonensis  Mattf.
- Euryops empetrifolius  DC.
- Euryops erectus  (Compton) B.Nord.
- Euryops ericifolius  (Bél.) B.Nord.
- Euryops ericoides  (L.f.) B.Nord.
- Euryops euryopoides  (DC.) B.Nord.
- Euryops evansii  Schltr.
- Euryops exudans  B.Nord. & V.R.Clark

## F
- Euryops floribundus  N.E.Br.

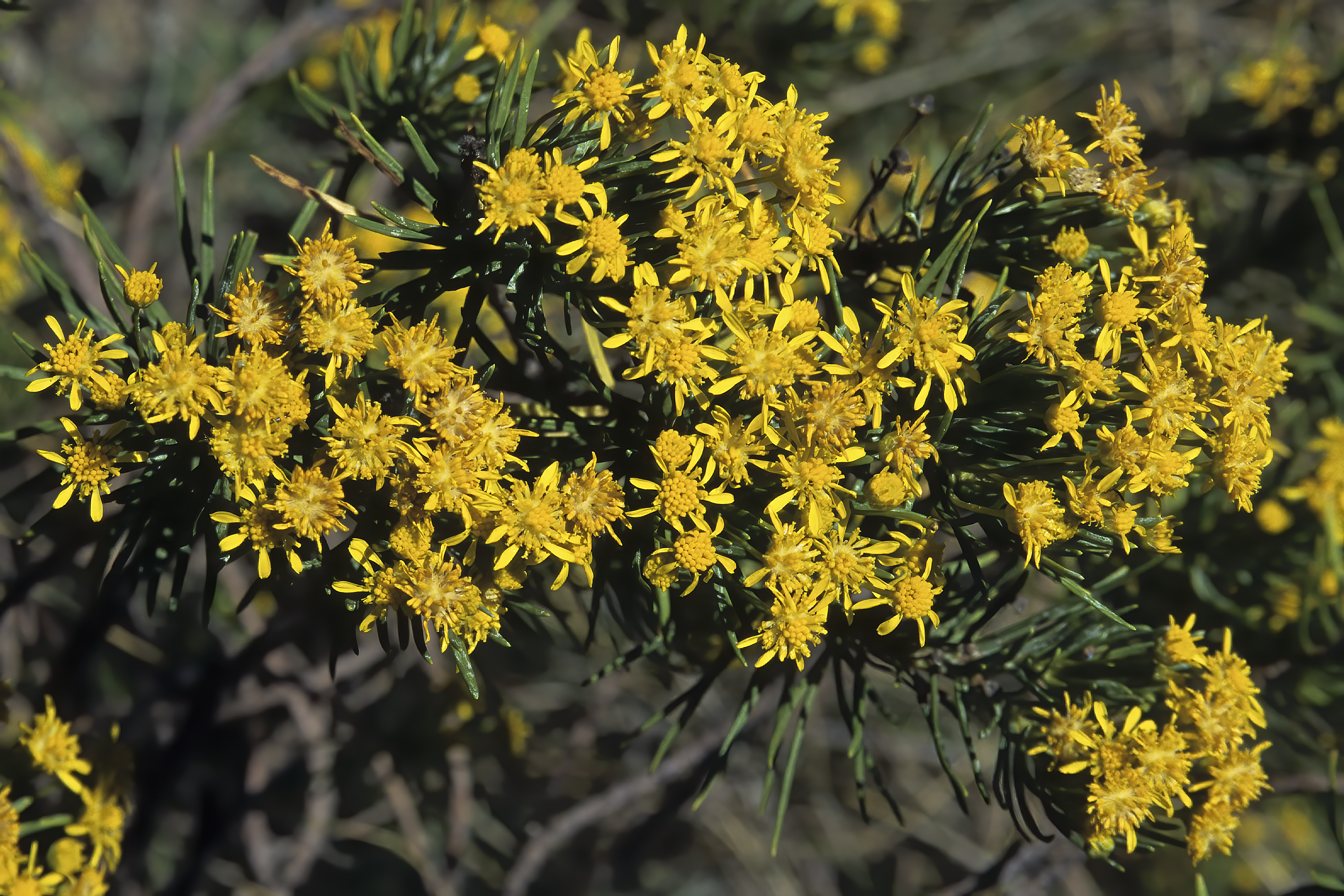
Euryops floribundus

## G
- Euryops galpinii  Bolus
- Euryops gilfillanii  Bolus
- Euryops glutinosus  B.Nord.
- Euryops gracilipes  B.Nord.

## H
- Euryops hebecarpus  (DC.) B.Nord.
- Euryops hypnoides  B.Nord.

## I
- Euryops imbricatus  Less.
- Euryops indecorus  B.Nord.
- Euryops inops  B.Nord.
- Euryops integrifolius  B.Nord.

## J
- Euryops jaberiana  Abedin & Chaudhary
- Euryops jacksonii  S.Moore

## L
- Euryops lasiocladus  (DC.) B.Nord.
- Euryops lateriflorus  (L.f.) Less.
- Euryops latifolius  B.Nord.
- Euryops laxus  (Harv.) Burtt Davy
- Euryops leiocarpus  (DC.) B.Nord.
- Euryops linearis  Harv.
- Euryops linifolius  DC.
- Euryops longipes  DC.

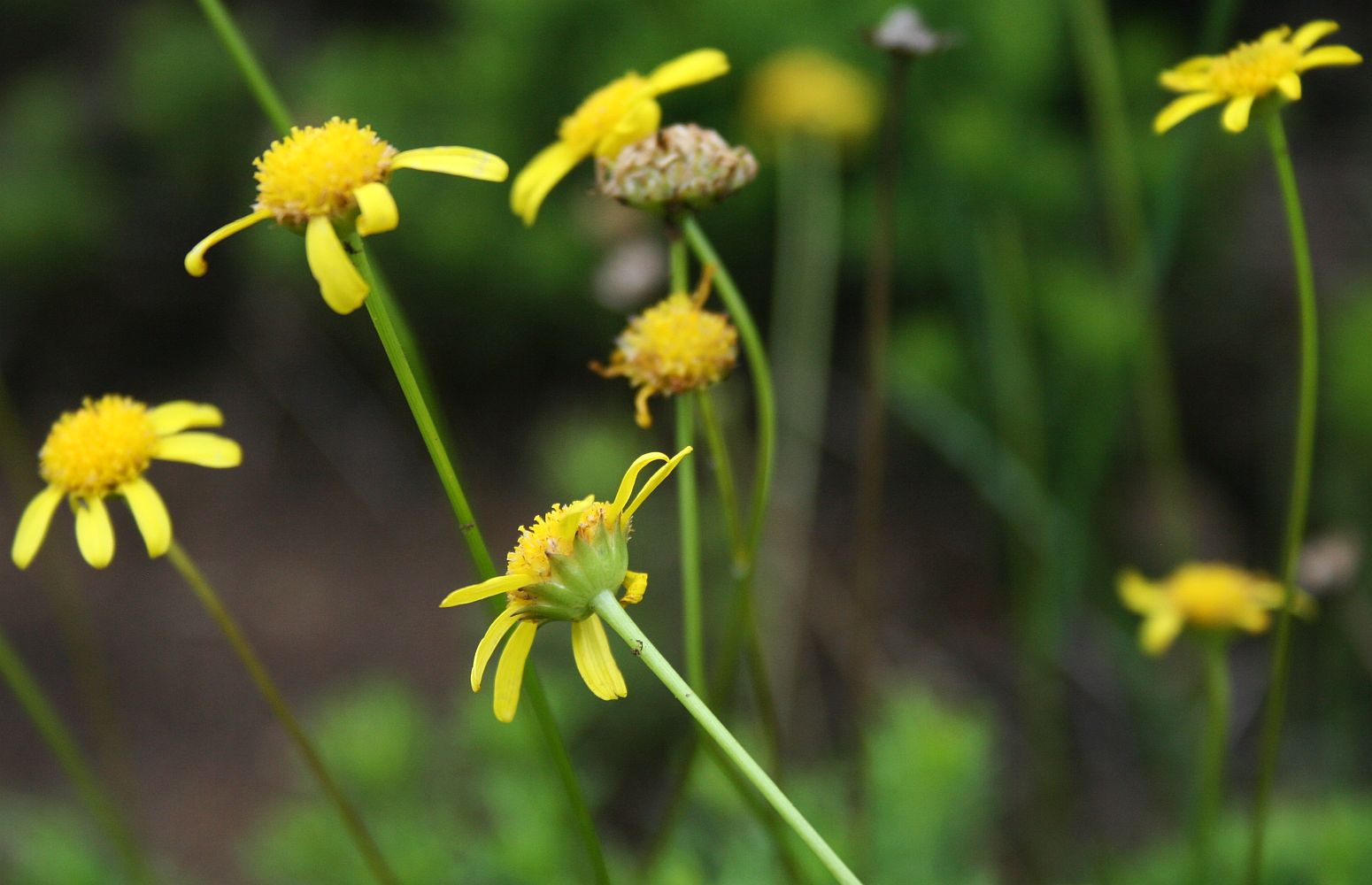
Euryops laxus
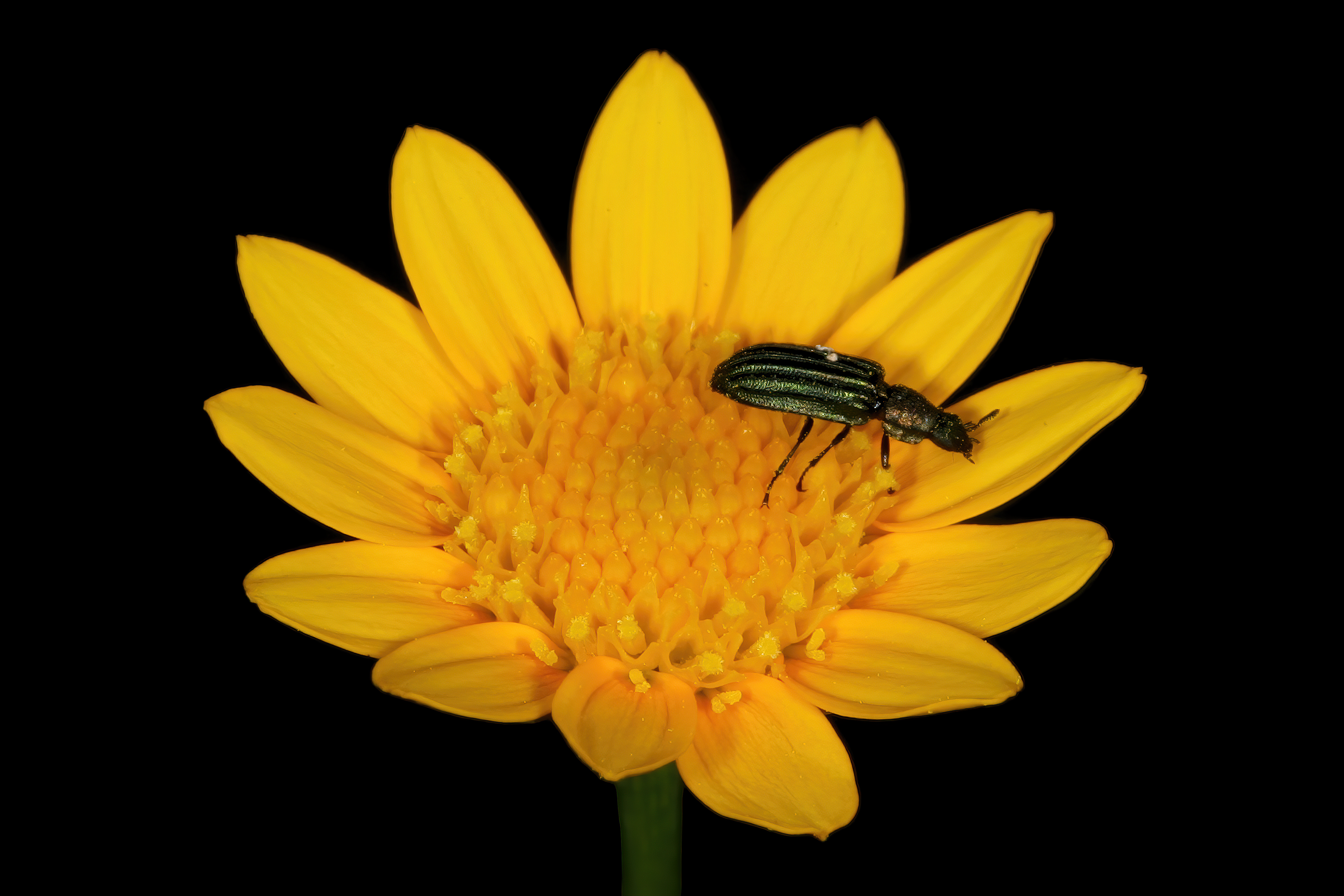
Euryops leiocarpus
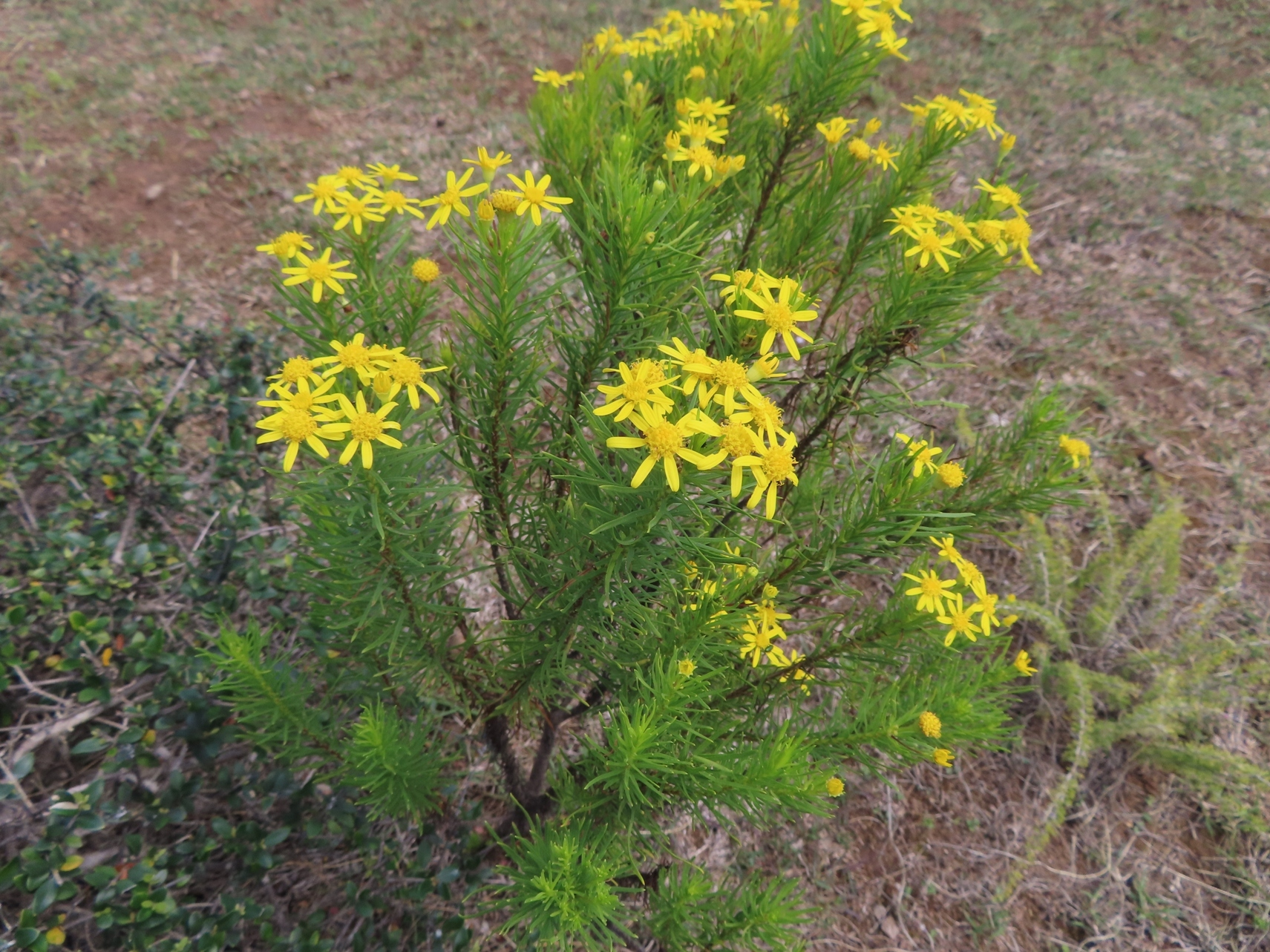
Euryops linearis
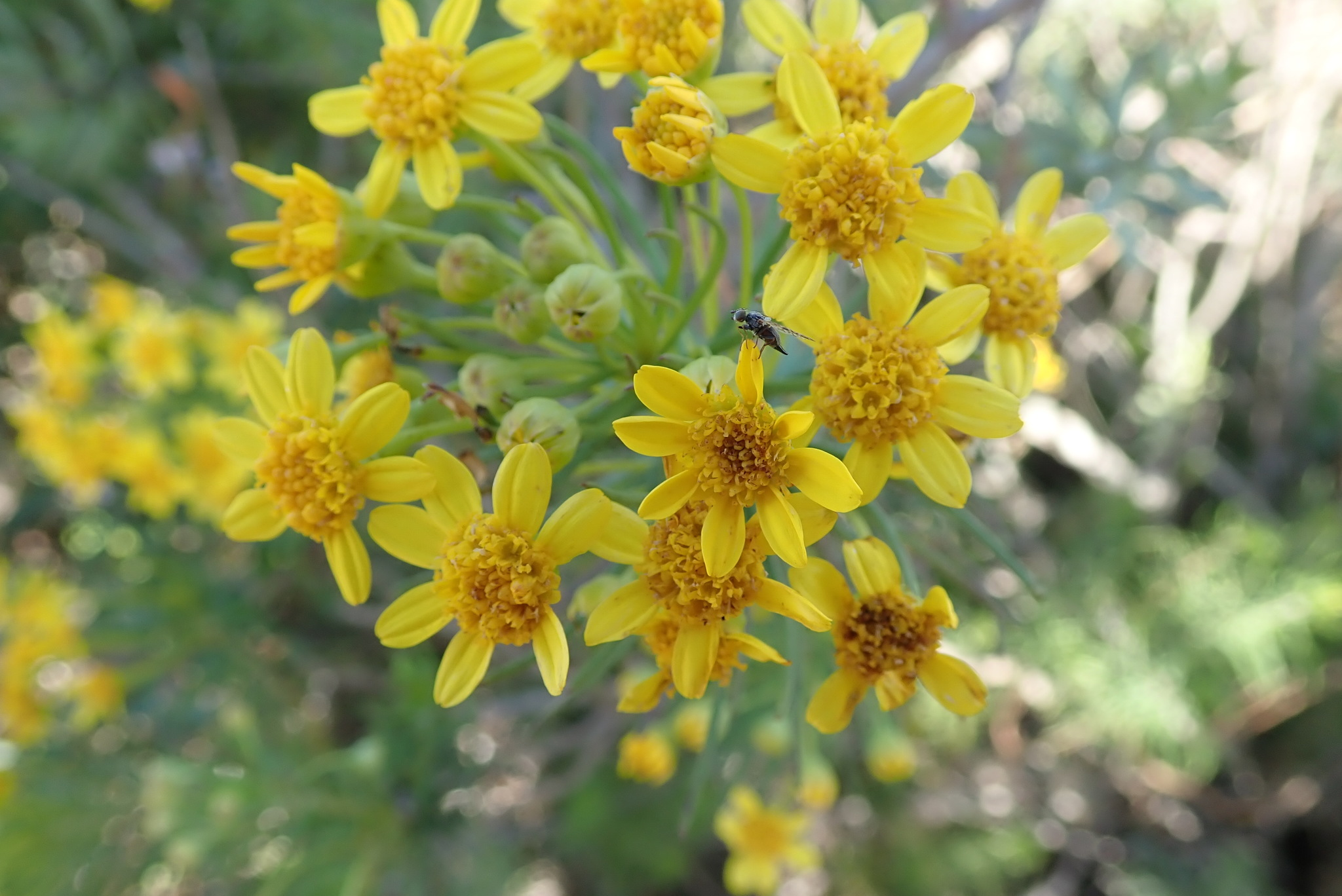
Euryops linifolius

## M
- Euryops marlothii  B.Nord.
- Euryops microphyllus  (Compton) B.Nord.
- Euryops mirus  B.Nord.
- Euryops montanus  Schltr.
- Euryops mucosus  B.Nord.
- Euryops muirii  C.A.Sm.
- Euryops multifidus  DC.
- Euryops munitus  (L.f.) B.Nord.

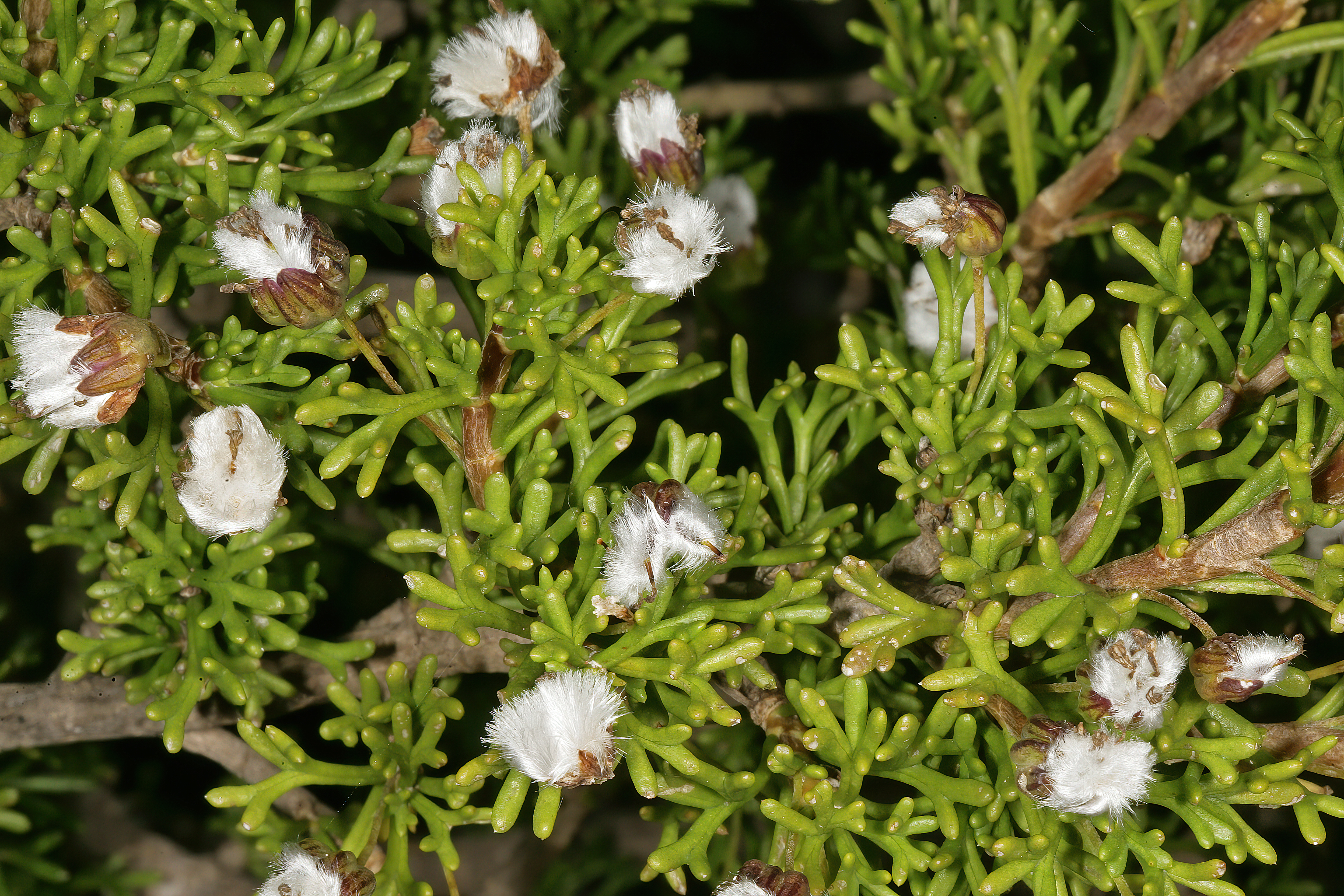
Euryops multifidus

## N
- Euryops namaquensis  Schltr.
- Euryops namibensis  (Merxm.) B.Nord.
- Euryops nodosus  B.Nord.

## O
- Euryops oligoglossus  DC.
- Euryops othonnoides  (DC.) B.Nord.

## P
- Euryops pectinatus  Cass.
- Euryops pedunculatus  N.E.Br.
- Euryops petraeus  B.Nord.
- Euryops pinifolius  A.Rich.
- Euryops pinnatipartitus  (DC.) B.Nord.
- Euryops pleiodontus  B.Nord.
- Euryops polytrichoides  (Harv.) B.Nord.
- Euryops prostratus  B.Nord.
- Euryops proteoides  B.Nord. & V.R.Clark

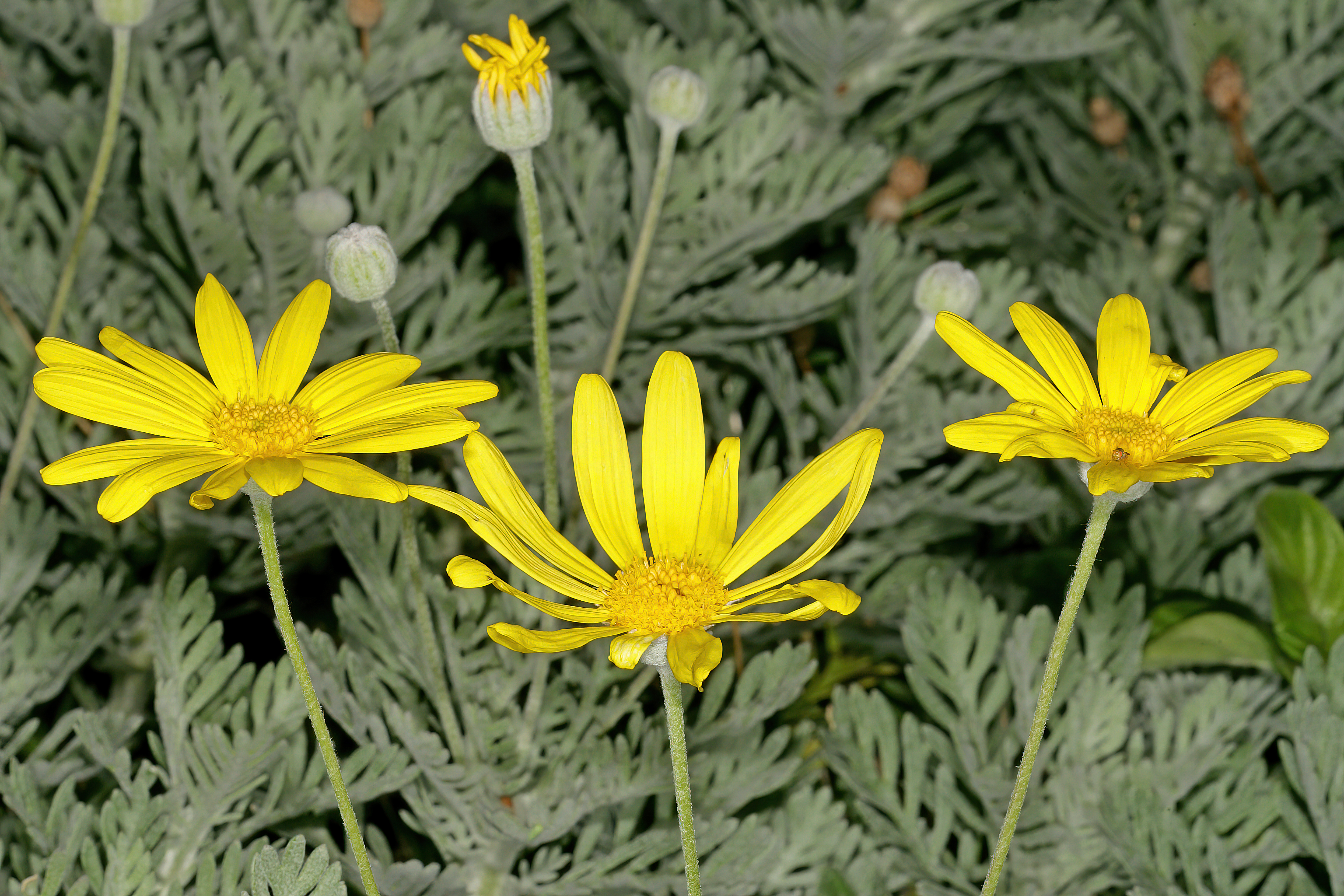
Euryops pectinatus

## R
- Euryops rehmannii  Compton
- Euryops rosulatus  B.Nord.
- Euryops rupestris  Schltr.

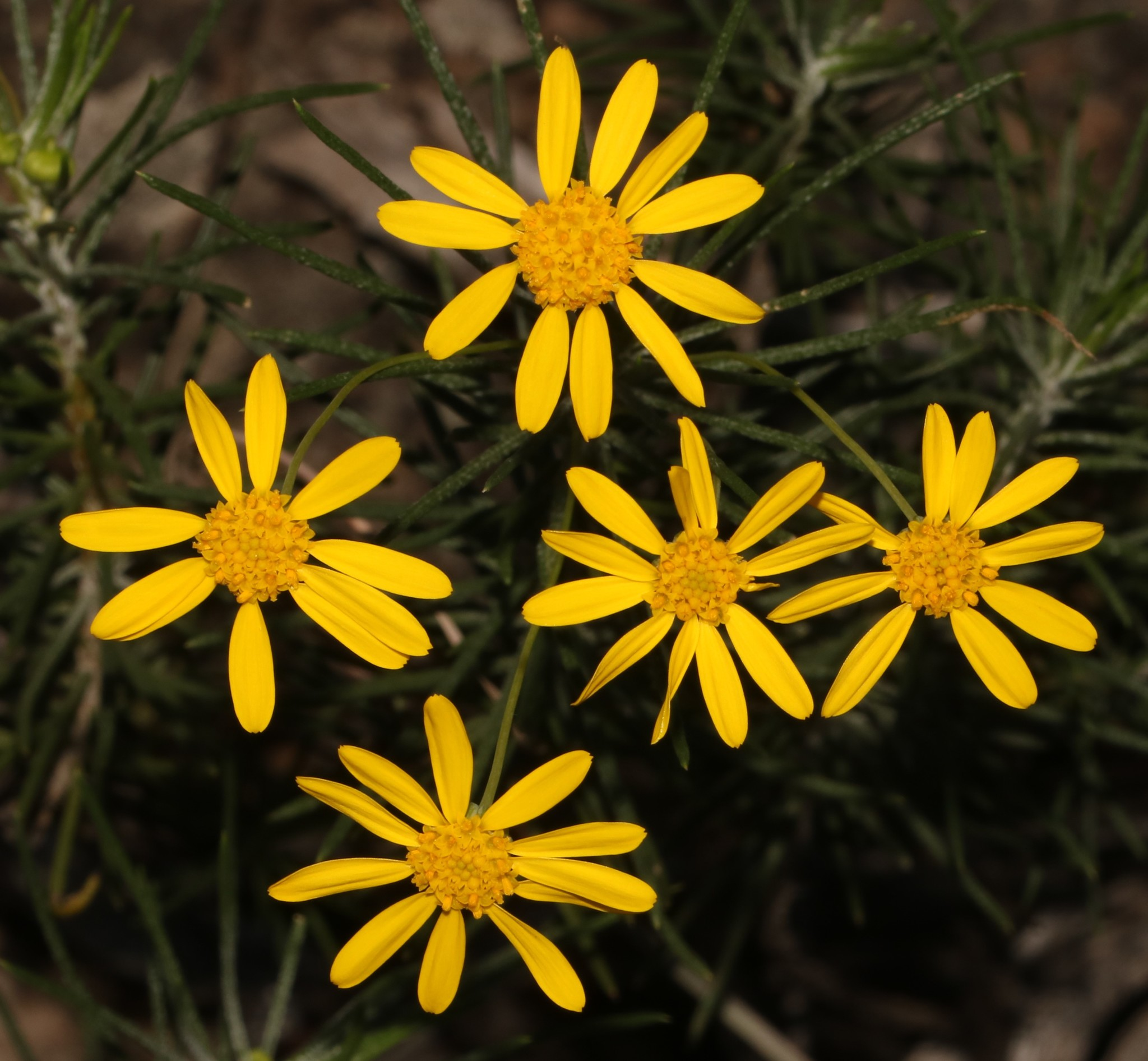
Euryops rehmannii

## S
- Euryops serra  DC.
- Euryops spathaceus  DC.
- Euryops speciosissimus  DC.
- Euryops subcarnosus  DC.
- Euryops sulcatus  Less.

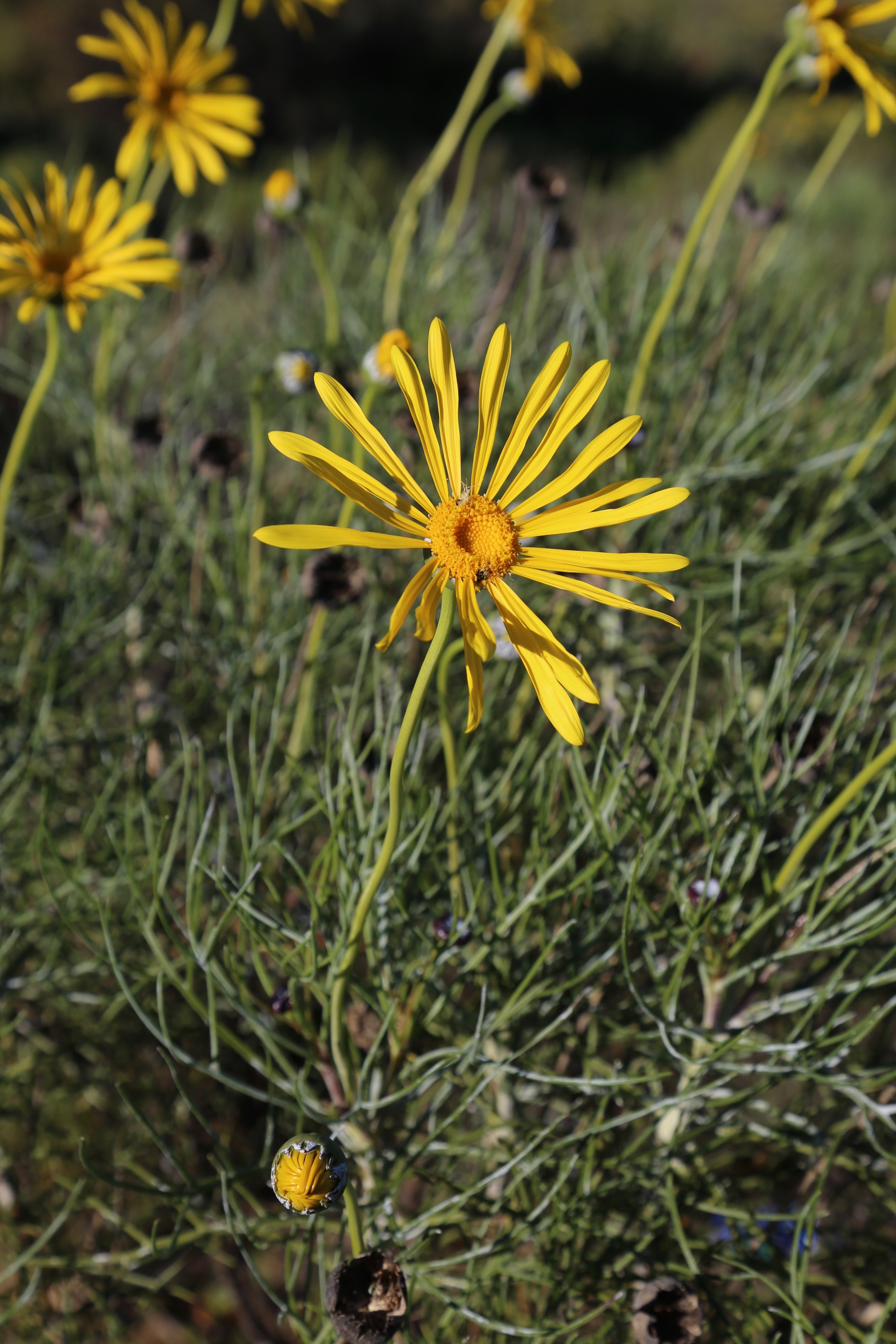
Euryops speciosissimus

## T
- Euryops tagetoides  (DC.) B.Nord.
- Euryops tenuilobus  (DC.) B.Nord.
- Euryops tenuissimus  Less.
- Euryops thunbergii  B.Nord.
- Euryops transvaalensis  Klatt
- Euryops trifidus  Less.
- Euryops trilobus  Harv.
- Euryops tysonii  E.Phillips

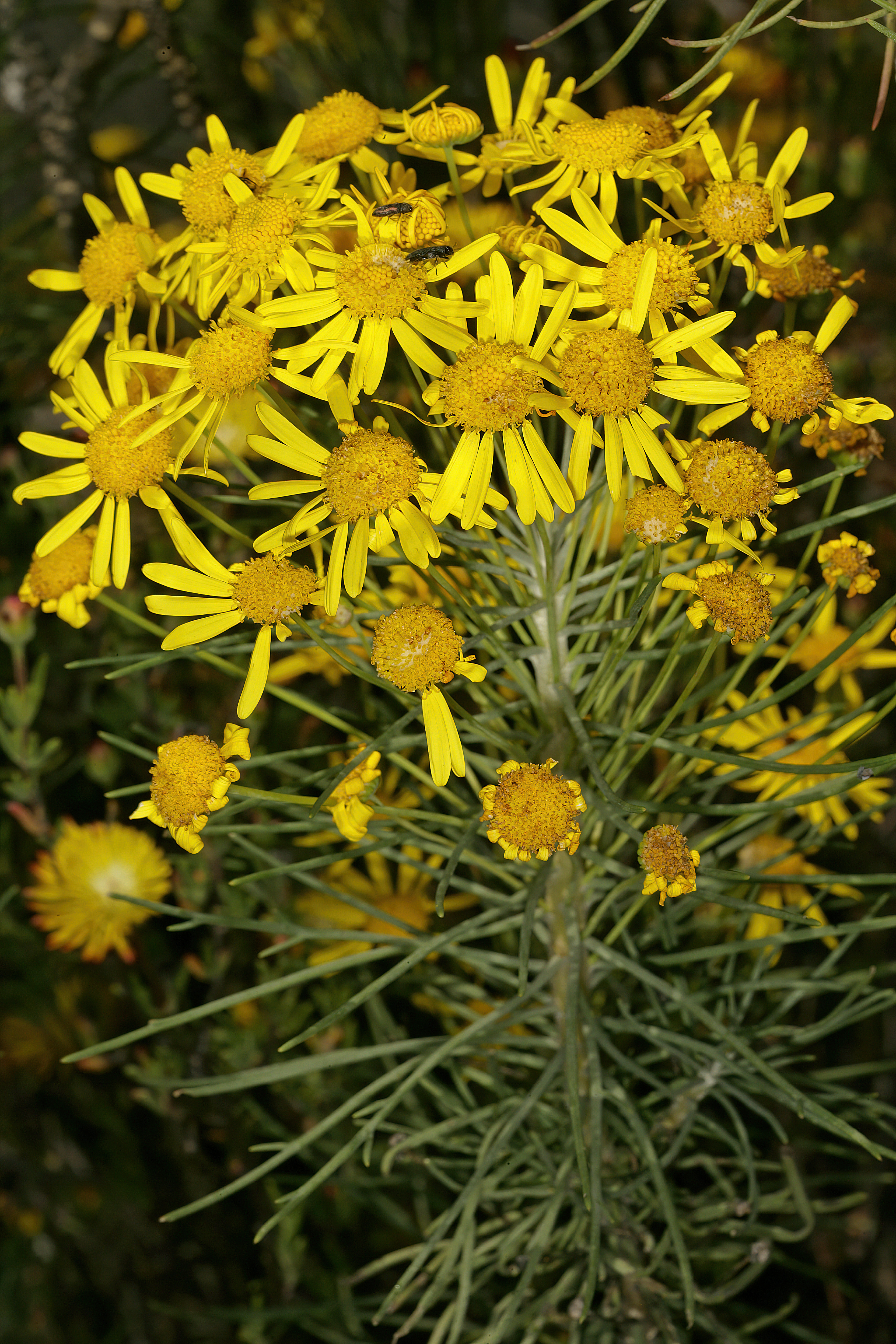
Euryops tenuissimus

## U
- Euryops ursinoides  B.Nord.

## V
- Euryops virgatus  B.Nord.
- Euryops virgineus  (L.f.) DC.

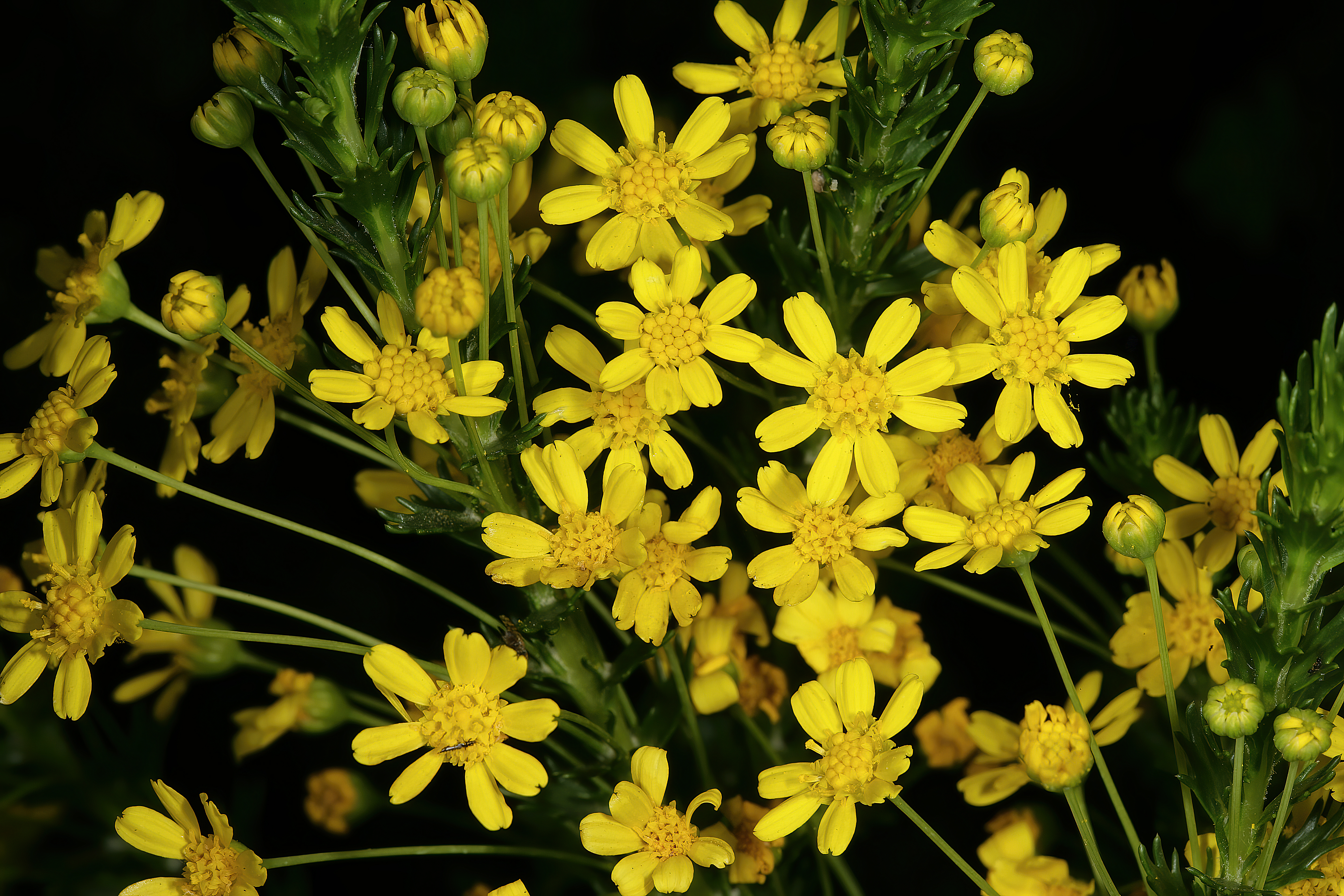
Euryops virgineus

## W
- Euryops wageneri  Compton
- Euryops walterorum  Merxm.

## Z
- Euryops zeyheri  B.Nord.